# Johann Christoph Erdmann
Johann Christoph Erdmann (* 21. Juni 1733 in Mühlberg/Elbe; † 10. Oktober 1812 in Wittenberg) war ein deutscher lutherischer Theologe und Kirchenhistoriker.

## Leben
Johann Christoph Erdmann besuchte bis zu seinem fünfzehnten Lebensjahr die Schule seiner Heimatstadt Wittenberg. Am 20. Mai 1748 wechselte er an die sächsische Landesschule Pforta und nahm 1754 ein Studium der Theologie an der Universität Wittenberg auf. Hier wurden Karl Gottlob Hofmann, Joachim Samuel Weickmann, Christian Siegmund Georgi und Ernst Friedrich Wernsdorf seine Lehrer in der Theologie. Des Weiteren besuchte er die Vorlesungen von Johann Daniel Ritter, Johann Georg Walther, Johann Friedrich Hiller, Johann Friedrich Weidler, Friedrich Immanuel Schwarz und Christoph Heinrich Zeibich.
1757 wurde er Hauslehrer beim Propst von Klöden, Karl Gottlob Clausnitzer (1714–1788), und  erwarb am 30. April 1759 in Wittenberg den akademischen Grad eines Magisters der Philosophie. Am 7. Januar 1761 wurde er in Wittenberg ordiniert als Diaconus in Klöden. Als vierter Diaconus wechselte er 1763 an die Stadtkirche von Wittenberg, stieg zwei Monate später zum dritten Diaconus auf und wurde 1767 Archidiakon, was er bis zu seinem Lebensende blieb.
Erdmann beschäftigte sich mit der Kirchengeschichte der Stadt Wittenberg und hielt viele Vorträge zu dieser Thematik. Daraus entstanden seine hinterlassenen Werke, die ihm die Benennung als „Biograph der Wittenberger Theologen“ einbrachten.

## Familie
Johann Christoph Erdmann war der Sohn des Stadt- und Gerichtsschreibers Johann Christoph Erdmann (geb. 1700 in Mühlberg) und dessen Frau Johanna Sophia, der Tochter des Stadt- und Geschichtsschreibers Juchtar. Er heiratete am 7. April 1761 in Klöden Christiane Elenore, die Tochter des Propstes von Klöden Karl Gottlob Clausnitzer und dessen Frau Christine Friederike Dieterici. Aus der Ehe stammen drei Söhne und zwei Töchter.
- Johanna Christiana Erdmann (* 21. Juli 1762 in Klöden), verheiratet mit dem Theologe Christian Friedrich Franke in Wittenberg. In zweiter Ehe war sie verheiratet mit dem Dresdner Appellationsrates Dr. Johann Christoph Gebhard Grebel. Aus dieser Verbindung entstammte  der Mathematiker Moritz Wilhelm Grebel.
- Johann Gottlob Erdmann (* 18. Oktober 1766 in Wittenberg; † 9. August 1826 in Hecklingen/Anhalt) wurde Pfarrer in Königerode und Hecklingen und heiratete Christina Sophie, geb. Pflaume (geb. 2. August 1772 in Aschersleben).
- Ernst Friedrich Erdmann (* 1771 in Wittenberg)
- Karl Gottfried Erdmann (* 31. März 1774 in Wittenberg; † 13. Januar 1835 in Dresden) war ein deutscher Mediziner und Botaniker.
- Johann Friedrich Erdmann (* 18. Juli 1778 in Wittenberg; † 9. Februar 1846 in Wiesbaden) war ein deutscher Mediziner.

## Werke (Auswahl)
- De Collegia amabili. Wittenberg 1768
- Huldigungspredigt. Wittenberg 1769
- Von der Freude rechtschaffener Eltern über das Glück ihrer Eltern. Wittenberg 1769
- De curatore mulieris legitimo. Wittenberg 1771
- Gedanken über die glückliche Wahl einer zukünftigen Ehegattin, über I Mos. 24. Wittenberg 1771
- Die Ergebung in dem Willen Gottes, bei dem Sterbebette der Frommen, über Röm. 14, 719. Wittenberg 1771
- Das letzte Glaubensbekentnis eines sterbenden Lehrers, über Timoth. 1, 12. 1774
- Friedensaltar in zwo Dankpredigten, die an den zwey sächsischen Friedensdankfesten 1763 und 1779 gehalten worden sind. Wittenberg 1779
- Memoria Diaconorum Wittenbergensium. Wittenberg 1789
- Nachricht von den Mitgliedern des geistlichen Ministeriums an der Stadt und Pfarrkirche, wie auch Pestdiaconis in Wittenberg vom Anfange des 16ten Jahrhunderts bis auf gegenwärtige Zeit, aus glaubwürdigen Urkunden mitgetheilt. Wittenberg 1801
- Biographie sämmtlicher Pröpste an der Schloß- und Universitätskirche zu Wittenberg: vom Anfange des XVI. Jahrhunderts bis auf gegenwärtige Zeit; aus glaubwürdigen Urkunden; e. Beitrag zur Chursächs. Reformations- und Kirchengeschichte. Wittenberg 1802
- Vorbereitungspredigt zur dritten hundertjährigen Jubelfeyer der Universität Wittenberg, Nachmittags am 17ten Sonntage nach Trinit. 1802 in dasiger Pfarrkirche gehalten, und nebst einer Bemerkung über die Stiftungsstadt. Wittenberg und Zerbst 1803. (Digitalisat in der Digitalen Bibliothek Mecklenburg-Vorpommern)
- Lebensbeschreibungen und litterarische Nachrichten von den Wittenbergischen Theologen seit der Stiftung der Universität 1502 bis zur dritten Säcularfeyer 1802, aus den Matrikulu und anderen glaubwürdigen Urkunden. Ein Beitrag zur Chursächsischen Reformations und Kirchengeschichte. Wittenberg 1804 (Online)
- Biblisches Spruchbuch, nach den Hauptlehrern des Christenthums, für Teutsche Stadt und Landschulen, auch zum Gebrauche für Katechungen . . . Neue Auflage Wittenberg 1804
- Johann Matthias Schröckhs historischer Begriff der Religion Jesu, für gebildete Schulen und Konfirmanden bearbeitet. Leipzig 1805
- Dankpredigt über Psalm 28, 9. Am Sächsischen Königsfeste, den Sonntag Esto mihi 1807 u. s. w. Wittenberg 1807
- Supplemente und Berichtigungen zur Biographie der Wittenbergerischen Diaconen vom Anfange des 16. Jahrhunderts an bis auf gegenwärtige Zeit. Wittenberg 1808